# Xã Sheridan, Quận Cherokee, Kansas
Xã Sheridan (tiếng Anh: Sheridan Township) là một xã thuộc quận Cherokee, tiểu bang Kansas, Hoa Kỳ. Năm 2010, dân số của xã này là 231 người.